# 大河内一楼
大河内 一楼（おおこうち いちろう、1968年〈昭和43年〉3月28日 - ）は、宮城県仙台市出身の脚本家、小説家。早稲田大学人間科学部卒業。

## 経歴
元々はアニメ業界を目指していた訳ではなかったが、早稲田大学在学中に富士見書房ドラゴンマガジン編集部にてアルバイトを始めたのがきっかけで業界入り。
3年間の編集アルバイトを経てフリーライターとなり、ゲームの攻略本のライター等を経験後、『少女革命ウテナ』の小説を執筆し小説家としてデビュー。
その後、サンライズから『∀ガンダム』の脚本を執筆してみないかと誘われ、第23話「テテスの遺言」でアニメの脚本デビューを果たし、他作品のシリーズ構成等を手がけるようになった。
代表作は『∀ガンダム』『OVERMANキングゲイナー』『プラネテス』『コードギアス 反逆のルルーシュ』『革命機ヴァルヴレイヴ』など。
『コードギアス』で副シリーズ構成を務めた吉野弘幸は学生時代の友人。一番影響を受けた先達の脚本家は星山博之とし、『∀ガンダム』で星山の書いたシナリオを100回以上読んでアニメのシナリオの書き方を学んだという。

## 主な作品

### アニメーション
1999年
- ∀ガンダム（脚本）

2001年
- 機動天使エンジェリックレイヤー（シリーズ構成・脚本）
- PROJECT ARMS（脚本）

2002年
- 劇場版∀ガンダムII 月光蝶（脚本）
- OVERMANキングゲイナー（シリーズ構成・脚本）
- あずまんが大王（シリーズ構成・脚本）
- ラーゼフォン（脚本）

2003年
- WOLF'S RAIN（脚本）
- 宇宙のステルヴィア（脚本）
- プラネテス（シリーズ構成・全話脚本）

2005年
- 魔法先生ネギま!（シリーズ構成・全話脚本）
- 交響詩篇エウレカセブン（脚本）

2006年
- ブレイブ・ストーリー（脚本）
- コードギアス 反逆のルルーシュ（ストーリー原案、シリーズ構成・脚本）

2008年
- シゴフミ（シリーズ構成・脚本）
- コードギアス 反逆のルルーシュR2（ストーリー原案、シリーズ構成・脚本）

2011年
- ギルティクラウン（副シリーズ構成・脚本）

2012年
- コードギアス 反逆のルルーシュ ナナリーinワンダーランド（監修）　
- コードギアス 亡国のアキト（原作）
- マジック・ツリーハウス（脚本）
- 映画『ベルセルク 黄金時代篇I 覇王の卵』（脚本）
- 映画『ベルセルク 黄金時代篇II ドルドレイ攻略』（脚本）
- 伏 鉄砲娘の捕物帳（脚本）

2013年
- 映画『ベルセルク 黄金時代篇III 降臨』（脚本）
- 革命機ヴァルヴレイヴ（シリーズ構成・脚本）

2014年
- スペース☆ダンディ（脚本）
- M3〜ソノ黒キ鋼〜（脚本）
- 黒執事 Book of Circus（脚本）

2015年
- ヘヴィーオブジェクト（脚本）
- コメット・ルシファー（脚本）

2016年
- 甲鉄城のカバネリ（シリーズ構成・脚本）

2017年
- プリンセス・プリンシパル （シリーズ構成・脚本）
- コードギアス 反逆のルルーシュ I 興道（シリーズ構成）
- Red Ash GEARWORLD（脚本）

2018年
- DEVILMAN crybaby（脚本）
- ハクメイとミコチ（脚本）
- コードギアス 反逆のルルーシュ II 叛道（シリーズ構成）
- ルパン三世 PART5（シリーズ構成・脚本）
- コードギアス 反逆のルルーシュ III 皇道（シリーズ構成）

2019年
- コードギアス 復活のルルーシュ（脚本）
- ぼくらの7日間戦争（脚本）
- 甲鉄城のカバネリ 海門決戦（構成）

2021年
- SK∞ エスケーエイト（シリーズ構成・全話脚本）
- アイの歌声を聴かせて（脚本〈吉浦康裕と共作〉）

2022年
- 機動戦士ガンダム 水星の魔女 PROLOGUE（シリーズ構成・脚本）
- 機動戦士ガンダム 水星の魔女 Season 1（シリーズ構成・脚本）
- ベルセルク 黄金時代篇 MEMORIAL EDITION（脚本・メモリアル・エディション脚本総監修）
- LUPIN ZERO（シリーズ構成・脚本）

2023年
- 機動戦士ガンダム 水星の魔女 Season 2（シリーズ構成・脚本）
- SPY×FAMILY Season 2（シリーズ構成・脚本）
- 劇場版 SPY×FAMILY CODE: White（脚本）
- ビックリメン（脚本）

2024年
- グレンダイザーU（シリーズ構成・脚本）
- 怪獣8号（シリーズ構成・脚本）
- コードギアス 奪還のロゼ（ストーリー原案）

2025年
- キミとアイドルプリキュア♪（脚本）

### 小説
- 少女革命ウテナ 1 蒼の双樹（1998年）
- 少女革命ウテナ 2 翠の想い（1998年）
- 機動戦艦ナデシコ ルリの航海日誌（1998年）
- 機動戦艦ナデシコ チャンネルはルリルリで（1998年）
- 機動戦艦ナデシコ ルリAからBへの物語（1999年）
- 機動戦士ガンダム 第08MS小隊（1999年）
- アキハバラ電脳組 つばめ初体験!? クラブ活動戦闘中（1999年）
- スターぼうず（2001年）
- ちっちゃな雪使いシュガー（2002年）
- ゆりかごの星（2022年）

### ゲーム
- 少女革命ウテナ いつか革命される物語（脚本 / 1998年）
- 新世紀エヴァンゲリオンTCG（ゲームデザイン〈共作〉1998年）
- ガンダムウォー （ゲームデザイン〈共作〉1999年）
- 『犬夜叉　呪詛の仮面』（脚本 / 2004年）

### 漫画原作
- 戦獄リボーン（原作、『月刊コロコロコミック』2025年9月号[10] - ）

## 受賞歴
1999年（平成11年）
- 第4回アニメーション神戸作品賞『∀ガンダム』（脚本）

2001年（平成13年）
- 第16回アニメーション神戸作品賞『機動天使エンジェリックレイヤー』（シリーズ構成）

2002年（平成14年）
- 平成14年度文化庁メディア芸術祭審査委員会推薦作品『∀ガンダム』（脚本）
- 第7回アニメーション神戸作品賞『ラーゼフォン』（脚本）
- 東京アニメアワード2003優秀作品賞『OVERMANキングゲイナー』（シリーズ構成）[11]
- 平成14年度文化庁メディア芸術祭審査委員会推薦作品『OVERMANキングゲイナー』（シリーズ構成）

2003年（平成15年）
- 東京国際アニメフェア2003脚本賞（個人賞）
- 第36回星雲賞『プラネテス』（全話脚本）

2005年（平成17年）
- 東京国際アニメフェア2006優秀作品賞『交響詩篇エウレカセブン』（脚本）
- 平成17年度文化庁メディア芸術祭審査委員会推薦作品『交響詩篇エウレカセブン』（脚本）

2006年（平成18年）
- 第30回日本アカデミー賞優秀アニメーション作品賞『ブレイブストーリー』（脚本）
- 平成18年度文化庁メディア芸術祭審査委員会推薦作品『ブレイブストーリー』（脚本）

2007年（平成19年）
- 第12回アニメーション神戸作品賞『コードギアス 反逆のルルーシュ』（ストーリー原案  /  シリーズ構成）
- 東京国際アニメフェア2007優秀作品賞『コードギアス 反逆のルルーシュ』（ストーリー原案  /  シリーズ構成）
- 平成19年度文化庁メディア芸術祭審査委員会推薦作品『コードギアス 反逆のルルーシュ』（ストーリー原案  /  シリーズ構成）

2008年（平成20年）
- 第13回アニメーション神戸作品賞受賞『コードギアス 反逆のルルーシュR2』（ストーリー原案  /  シリーズ構成）
- 平成20年度文化庁メディア芸術祭審査委員会推薦作品『コードギアス 反逆のルルーシュR2』（ストーリー原案 / シリーズ構成）
- 東京国際アニメフェア2008優秀作品賞『コードギアス 反逆のルルーシュR2』（ストーリー原案 / シリーズ構成）
- 東京国際アニメフェア2008脚本賞（個人賞）

2012年（平成24年）
- Oregon Film Awards銀賞　映画『ベルセルク 黄金時代篇I 覇王の卵』（脚本）
- 第21回セントルイス映画祭　長編コンペティション部門選出　映画『ベルセルク 黄金時代篇I 覇王の卵』（脚本）
- カナダ・ファンタジア国際映画祭　正式招待作品選出　映画『ベルセルク 黄金時代篇I 覇王の卵』（脚本）
- アヌシー国際映画祭長編コンペ部門アウトオブコンペ作品選出　映画『ベルセルク 黄金時代篇I 覇王の卵』（脚本）
- 文化庁メディア芸術祭審査委員会推薦作品　映画『伏 鉄砲娘の捕物帳』（脚本）
- 文化庁メディア芸術祭審査委員会推薦作品　映画『ベルセルク 黄金時代篇II ドルドレイ攻略』（脚本）

2013年（平成25年）
- アヌシー国際映画祭長編コンペ部門ノミネート　映画『ベルセルク 黄金時代篇III 降臨』（脚本）
- 文化庁メディア芸術祭審査委員会推薦作品　映画『ベルセルク 黄金時代篇III 降臨』（脚本）

2014年（平成26年）
- カナダ・ファンタジア映画祭今敏賞（Satoshi Kon Award）受賞　映画『ベルセルク 黄金時代篇III 降臨』（脚本）
- VFX-JAPANアワード2014「劇場公開アニメーション映画部門」優秀賞　映画『ベルセルク 黄金時代篇III 降臨』（脚本）

2016年（平成28年）
- ニュータイプアニメアワード作品賞（テレビ放送作品）『甲鉄城のカバネリ』（シリーズ構成 / 脚本）
- ニュータイプアニメアワード脚本賞

　2017年（平成29年）
- 文化庁メディア芸術祭審査委員会推薦作品『甲鉄城のカバネリ』（シリーズ構成 / 脚本）

2019年（平成31年 / 令和元年）
- 文化庁メディア芸術祭審査委員会推薦作品『DEVILMAN crybaby』（全話脚本）
- Crunchyrollアニメアワード2019『DEVILMAN crybaby』（全話脚本）

2020年（令和2年）
- 文化庁メディア芸術祭審査委員会推薦作品『甲鉄城のカバネリ 海門決戦』（構成）
- アヌシー国際映画祭長編コンペ部門ノミネート　映画『ぼくらの7日間戦争』（脚本）
- スペイン「シッチェス・カタロニア国際映画祭」アニメーション部門　最優秀長編作品賞　映画『ぼくらの7日間戦争』（脚本）

2021年（令和3年）
- スコットランド・ラブズ・アニメ2021観客賞『アイの歌声を聴かせて』（脚本）
- 第45回日本アカデミー賞優秀アニメーション作品賞『アイの歌声を聴かせて』（脚本）